# Одвірок

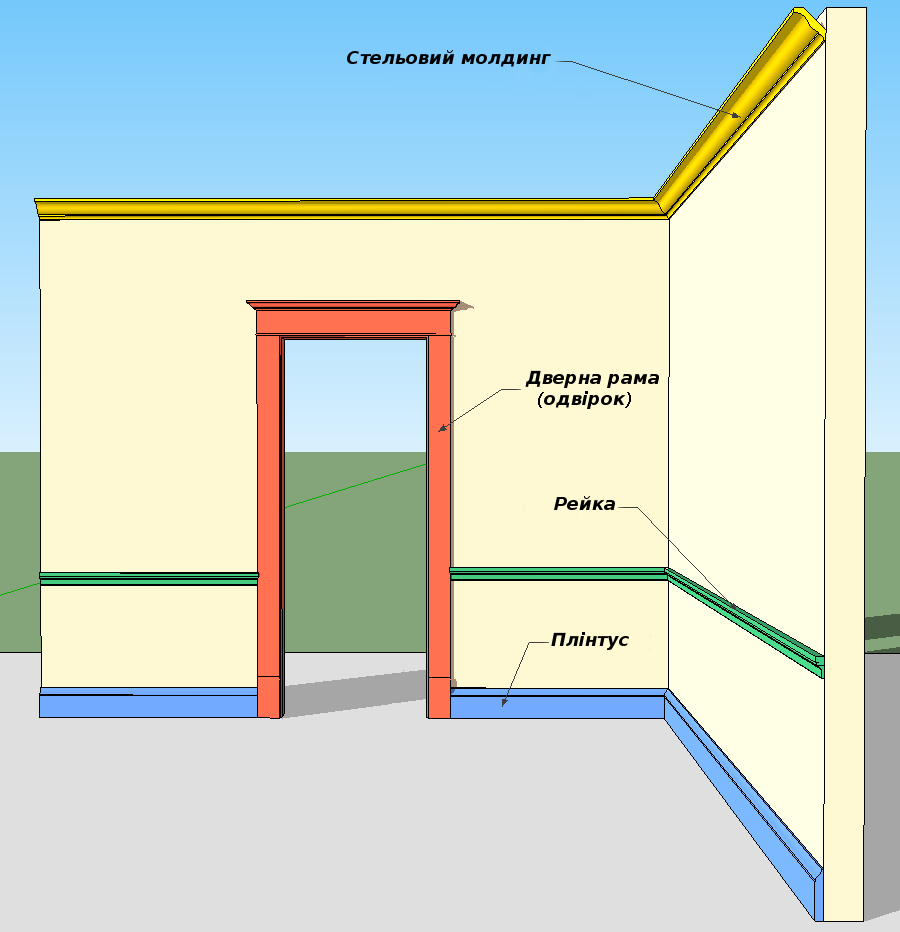
Одвірок на схематичному зображенні

Одві́рок, дверна́ лу́тка — боковий або верхній брус рами дверей, взагалі дверна рама.
У дерев'яних будівлях одвірки ставлять на підвалини перед закладанням стін, щоб мати органічне з'єднання з ними.
У церкві одвірок — внутрішній портал церкви, що обрамляє вхід до її основного об'єму. Вгорі одвірка (на надпоріжнику) вирізали дату її побудови. Іноді подавали ім'я короля, єпископа, фундатора, майстра будови, а також священика, за котрого збудовано церкву.

## Цікаві факти
На території Тальянківського поселення-гіганта, що на Тальнівщині, археологи знайшли фрагмент від дверей трипільського житла. Глиняний каркас (дерево всередині давно згнило) датується II-ІІІ тис. до н. е. і є унікальною знахідкою. Одвірок прикрашено орнаментом із трикутників, розміщений основою донизу. Директор державного історико-культурного заповідника «Трипільська культура» Владислав Чабанюк упевнений, що ці знаки — обереги, які захищали мешканців від втручання зовнішніх сил.